# Angriff am Holocaust-Mahnmal in Berlin 2025
Bei einem Angriff am Holocaust-Mahnmal in Berlin am 21. Februar 2025 wurde ein spanischer Tourist mit einem Messer schwer verletzt. Tatverdächtig ist ein 19-jähriger anerkannter Flüchtling aus Syrien. Die Ermittlungsbehörden gehen von einem antisemitischen Tatmotiv aus.

## Hergang
Am Freitagabend vor der vorgezogenen Bundestagswahl gegen 18 Uhr attackierte ein Mann einen 30-jährigen spanischen Touristen im Stelenfeld des Berliner Holocaustmahnmals. Der Täter soll den Touristen mit einem Messer von hinten mehrfach in den Oberkörper und den Hals gestochen haben, wodurch dieser lebensgefährlich verletzt wurde. Das Opfer wurde notoperiert und wurde zeitweise in ein künstliches Koma versetzt. Gegen 20.45 Uhr wurde in der Nähe des Tatortes ein Tatverdächtiger von der Polizei festgenommen.

## Tatverdächtiger
Als tatverdächtig gilt Wassim al-M. aus Syrien. Er wurde laut offiziellen Dokumenten im Januar 2006 in der syrischen Kleinstadt asch-Schaddadi geboren. Er reiste, vermutlich über die Balkanroute kommend, am 9. Mai 2023 illegal nach Deutschland ein und wurde Sachsen zugewiesen. Weil er als minderjährig galt, kam er als unbegleiteter minderjähriger Flüchtling in die Obhut des Jugendamtes Leipzig. Er beantragte Asyl und hatte seit Dezember 2023 einen Aufenthaltstitel nach § 25 Abs. 2 AufenthG. Im Oktober 2024 wurde er als Flüchtling anerkannt. Er hatte angegeben, in Syrien von Kräften des Assad-Regimes festgenommen und gefoltert worden zu sein. Zuletzt wohnte er in einer Flüchtlingsunterkunft in Leipzig. In dieser Unterkunft sollen viele Bewohner antisemitisches Gedankengut hegen und teils zu judenfeindlichen Taten aufgerufen haben. In einem Chat teilte er einem 17-jährigen Syrer mit, dass er „etwas vorhat und nach Berlin fährt“. Der Tatverdächtige war wegen verschiedener Straftaten in Sachsen polizeibekannt. So wurde in vier Fällen wegen Körperverletzung gegen ihn ermittelt.
Die Untersuchungsbehörden gehen von einem antisemitischen Tatmotiv aus. Der Mann habe seit einigen Wochen den Plan verfolgt, Juden zu töten. Im Rucksack des Tatverdächtigen fand die Polizei einen Koran, einen Zettel mit Koranversen und einen Gebetsteppich. Man geht deshalb von einer islamistischen bzw. religiösen Motivation der Tat aus.

## Ermittlungen
Der Generalbundesanwalt übernahm am 24. Februar 2025 wegen der besonderen Bedeutung des Falles die Ermittlungen gegen ihn, da der dringende Verdacht besteht, das er aus radikal-islamistischer und antisemitischer Überzeugung – er teilt die Ideologie der terroristischen Vereinigung Islamischer Staat (IS) – einen versuchten Mord begangen hat, wodurch die Innere Sicherheit der Bundesrepublik gefährdet wurde. Am 28. Februar 2025 wurde ein neuer Haftbefehl vom Ermittlungsrichter des Bundesgerichtshofs wegen des versuchten Mordes erlassen und die Untersuchungshaft angeordnet.
Am 18. Juli 2025 erhob die Bundesanwaltschaft Anklage wegen versuchten Mordes, gefährlicher Körperverletzung und versuchter Mitgliedschaft in einer terroristischen Vereinigung.

## Reaktionen
Bundesinnenministerin Nancy Faeser forderte, der mutmaßliche Täter müsse mit aller Härte bestraft und „direkt aus der Haft abgeschoben werden“. Laut Josef Schuster, Präsident des Zentralrats der Juden, gehen die Verachtung der Erinnerung an die Schoah und der Hass auf Juden Hand in Hand mit einer fundamentalen Ablehnung der westlichen Werte.